# Бауэр, Томас (гандболист)
Томас Бауэр (нем. Thomas Bauer; род. 24 января 1986, Вена, Австрия) — австрийский гандболист, вратарь клуба «Олимпиакос» и сборной Австрии.

## Карьера

### Клубная
Воспитанник школы австрийского клуба «Аон Фиверс Маргаретен», за который выступал с 2003 по 2009 годы. С 2009 года играет в Германии: выступал за «Коршенбройх», «Франкфуртрайнмайн», «1893 Нойхаузен». С 2013 по 2015 годы выступал за «Лемго». В 2015 году перешёл во французский «Истр-Квест Прованс», летом 2016 года продан в клуб «Паи-д'Экс».

### В сборной
В сборной сыграл 83 игры. Участник чемпионатов Европы 2010 и 2014 годов.

## Личная жизнь
Женат на гандболистке Лауре Бауэр (в девичестве — Магелинскас), которая играет за норвежскую команду «Арендал».

## Достижения
- Участник Кубка ЕГФ (2006, 2008, 2009) и Кубка обладателей кубков (2007)[5].
- Победитель Второй Бундеслиги (2012)